# Aeropuerto de Armidale
El Aeropuerto de Armidale (IATA: ARM, OACI: YARM) es un aeropuerto que da servicio a Armidale, una ciudad en el estado Australiano de Nueva Gales del Sur. Está ubicado a 8 km (4,3 nmi) del centro de la ciudad, junto a la autopista de New England. El aeropuerto es gestionado por el consorcio de Armidale Dumaresq Shire.

## Instalaciones
El aeropuerto está ubicado sobre un altiplano a una elevación de 3556 pies (1084 m) sobre el nivel del mar. Cuenta con dos pistas: la 05/23 con una superficie de asfalto de 1.738x30 metros y la 09/27 con una superficie de hierba y gravilla de 1.116x30 metros.

## Aerolíneas y destinos
- Brindabella Airlines (Brisbane)[4]
- Qantas operado por QantasLink (Sídney)

QantasLink opera cinco vuelos diarios usando aviones Q300. Se espera que en el futuro, estos vuelos sean operados por aviones de la serie Q400.

### Virgin Australia
Armidale fue uno de los veinte destinos indicados por Virgin Australia para ofrecer vuelos a Sídney usando sus nuevos aviones Embraer. En abril de 2011, Virgin Australia no había anunciado todavía sus vuelos a Armidale, aunque ya lo había hecho en otras áreas. La aerolínea recientemente anunció la adquisición de aviones ATR 72 para ampliar su presencia en áreas regionales, siendo Armidale, entre otros aeropuertos regionales, indicado para iniciar sus servicios.

## Estadísticas
El aeropuerto de Armidale ocupa la posición 43.ª en Australia por número de pasajeros transportados en el año financiero 2009-2010.